# Ichirō Yamaguchi

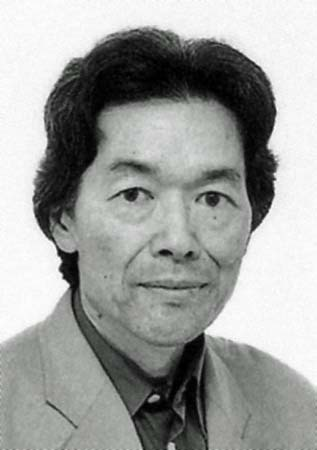
Ichirō Yamaguchi

Ichirō Yamaguchi (jap. 山口 一郎, Yamaguchi Ichirō; * 1. August 1947 in Miyazaki) ist ein japanischer Philosoph.

## Leben
Ichirō Yamaguchi studierte von 1968 bis 1974 Philosophie an der Sophia-Universität in Tokyo bei Klaus Riesenhuber und von 1974 bis 1979 Philosophie, Fundamentaltheologie und Japanologie an der Ludwig-Maximilians-Universität in München u. a. bei Hermann Krings und Bernhard Waldenfels, als dessen Schüler er mit einer phänomenologischen Arbeit promovierte und dessen wissenschaftliche Hilfskraft er von 1983 bis 1984 war. Von 1979 bis 1983 hat Yamaguchi in München neben einem zweiten Studium in Germanistik  seine Habilitationsschrift vorbereitet, mit der er sich 1994 an der Ruhr-Universität in Bochum im Fach Philosophie bei Bernhard Waldenfels habilitierte. Von 1984 bis 1990 war er Dozent für Japanisch am Japonicum des Landesspracheninstituts in Bochum. Von 1990 bis 1994 lehrte Yamaguchi Philosophie und Japanisch an der Universität Witten-Herdecke. Seit 1996 ist er ordentlicher Professor für Philosophie an der Tōyō-Universität in Tokyo. 2005 wurde er Vizepräsident der Gesellschaft für Interkulturelle Philosophie (GIP).

## Werk
In seiner philosophischen Arbeit orientiert sich Yamaguchi besonders an der Phänomenologie Edmund Husserls, an Martin Buber und an der Philosophie des Buddhismus. In seiner Dissertation „Passive Synthesis und Intersubjektivität bei Edmund Husserl“ hat er gezeigt, wie durch die passive Synthesis, einem Kernstück von Husserls Spätphilosophie, die Intersubjektivität zu begründen ist, durch die der transzendentale Solipsismus überwunden werden kann. Mit seiner Habilitationsschrift „Ki als leibhaftige Vernunft“ leistete Yamaguchi einen wichtigen Beitrag zu einer interkulturellen Phänomenologie der Leiblichkeit und trug damit maßgebend dazu bei, den Forschungsbereich der interkulturellen Philosophie zu fundieren. In seinem Buch „Vom Sein zum Werden“ von 2005 wird untersucht, wie in der genetischen Phänomenologie Husserls die Sinnbildung verschiedener Lebenswelten geschieht.

## Publikationen (Auswahl)
- Die Lehre vom Leiden im Buddhismus. In: Neue Zeitschrift für systematische Theologie und Religionsphilosophie. 34. Berlin / New York 1982.
- Passive Synthesis und Intersubjektivität bei Edmund Husserl. Springer, Hague/Boston/London 1982, ISBN 90-247-2505-4. (Phänomenologica Band 86)
- Bewußtseinsfluß bei Husserl und in der Yogâcâra Schule. In: Yoshihiro Nitta (Hrsg.): Japanische Beiträge zur Phänomenologie. Alber, Freiburg/München 1984, ISBN 3-495-47556-7.
- Phänomenologie der Fremderfahrung. Tokyo 1986, ISBN 3-495-47556-7 (japanisch).
- Ki als leibhaftige Vernunft. Beitrag zur interkulturellen Phänomenologie der Leiblichkeit. Fink, München 1997, ISBN 3-7705-3204-X. (Ubergänge Band 31)
- Zur Methode der interkulturellen Philosophie. In: Sigrun Caspary, Kazuma Matoba (Hrsg.): Transkultureller Dialog. Metropolis, Marburg 2000, ISBN 3-89518-310-5.
- Triebintentionalität als uraffektive passive Synthesis in der genetischen Phänomenologie. In: La pulsion. Éd. Alter, Paris 2001, ISBN 2-9507990-8-6.
- H. Kawamoto, Y. Sato,  I. Yamaguchi (Hrsg.): Phänomenologie der Medialität. Festschrift zum 70. Geburtstag von Yoshihiro Nitta. Tokyo 2001 (japanisch).
- Die Frage nach dem Paradox der Zeit. In: Recherches Husserliennes. vol. 17. Bruxelles 2002.
- Einfühlung in die Phänomenologie. Tokyo 2002 (japanisch).
- Vom Sein zum Werden – Untersuchung der genetischen Phänomenologie Husserls. Tokyo 2005 (japanisch).
- Phänomenologische Analyse der Triebintentionalität und der Intersubjektivität bei Husserl – Komparative Betrachtung mit Yogâcâra-Schule des Mahayana-Buddhismus. In: Werner Gabriel, Hisaki Hashi (Hrsg.): intellectus universalis – Zur Welt der universellen Philosophie. Edition Doppelpunkt, Wien 2005, ISBN 3-85273-168-2.
- Gewalt vom Aspekt der Affektion bei Husserl. In: Harum Maye, Hans Rainer Sepp (Hrsg.): Phänomenologie und Gewalt. Königshausen & Neumann, Würzburg 2005, ISBN 3-8260-2850-3. (Reihe Orbis Phaenomenologicus)
- Ich und Leben bei Husserl und in der buddhistischen Philosophie. In: Hans Rainer Sepp, Ichiro Yamaguchi (Hrsg.): Leben als Phänomen. Die Freiburger Phänomenologie im Ost-West-Dialog. Königshausen & Neumann, Würzburg 2006, ISBN 3-8260-3213-6. (Reihe Orbis Phaenomenologicus)
- Das echte Selbst als Nicht-Ich im Zen-Buddhismus. In:  Hisaki Hashi, Werner Gabriel, Arne Haselbach (Hrsg.): Zen und Tao. Beiträge zum asiatischen Denken. Passagen Verlag, Wien 2007, ISBN 978-3-85165-815-6.
- Intermonadic Temporalization in Simultaneous Reciprocal Awakening. Hague/Boston/London 2010, ISBN 978-90-481-8765-2. (Phaenomenologica Band 197)
- Das Phänomen des Ki und der Leiblichkeit. In: Yoshihiro Nitta, Tōru Tani (Hrsg.): Aufnahme und Antwort. Phänomenologie in Japan I. Königshausen & Neumann, Würzburg 2011, ISBN 978-3-8260-3895-2. (Reihe: Orbis Phaenomenologicus - Perspektiven. Neue Folge 23)
- Genese der Zeit aus dem Du. Untersuchungen zur interkulturellen Phänomenologie. Alber, Freiburg 2018, ISBN 978-3-495-48918-5. (Welten der Philosophie Band 18)